# Pseudoselago recurvifolia
Pseudoselago recurvifolia är en flenörtsväxtart som beskrevs av O.M. Hilliard. Pseudoselago recurvifolia ingår i släktet Pseudoselago och familjen flenörtsväxter. Inga underarter finns listade i Catalogue of Life.